# Золотой Скиф (фестиваль)
Золотой Скиф — фестиваль, который проводится в Донецке с целью популяризации Донецкого региона. Всего было проведено 4 фестиваля (1999—2002 годы). Организатор фестиваля — фонд «Золотой Скиф» (Президент благотворительного фонда «Золотой Скиф» — Премьер-министр Украины Виктор Федорович Янукович, исполнительный директор — Владимир Владимирович Бублей).

## Цель
Цель фестиваля — показать миру и Украине потенциал Донбасса как культурного, спортивного, промышленного региона Украины.

## История
Началом фестиваля можно считать 1997 год, когда впервые была вручена премия Благотворительного фонда содействия развитию и популяризации Донбасса, задачей которой было показать потенциал Донбасса.
В октябре 1997 года была проведена встреча культурных и промышленных деятелей региона, местной власти и прессы, так называемый «Деловой приём». Была вручена Премия Благотворительного фонда, по разным преимущественно гуманитарным, номинациям.
19 декабря 1998 года состоялась вторая встреча. На этот раз она проходила в Международном выставочном центре «Экспо-Донбасс». По аналогии с первой вручались различные региональные награды, а также была проведена презентация социально-экономических программ, которые нужно реализовать в области.
С 1999 года начинается непосредственно история проведения международного фестиваля «Золотой Скиф».

## Международный фестиваль «Золотой Скиф»

### I Международный фестиваль «Золотой Скиф»

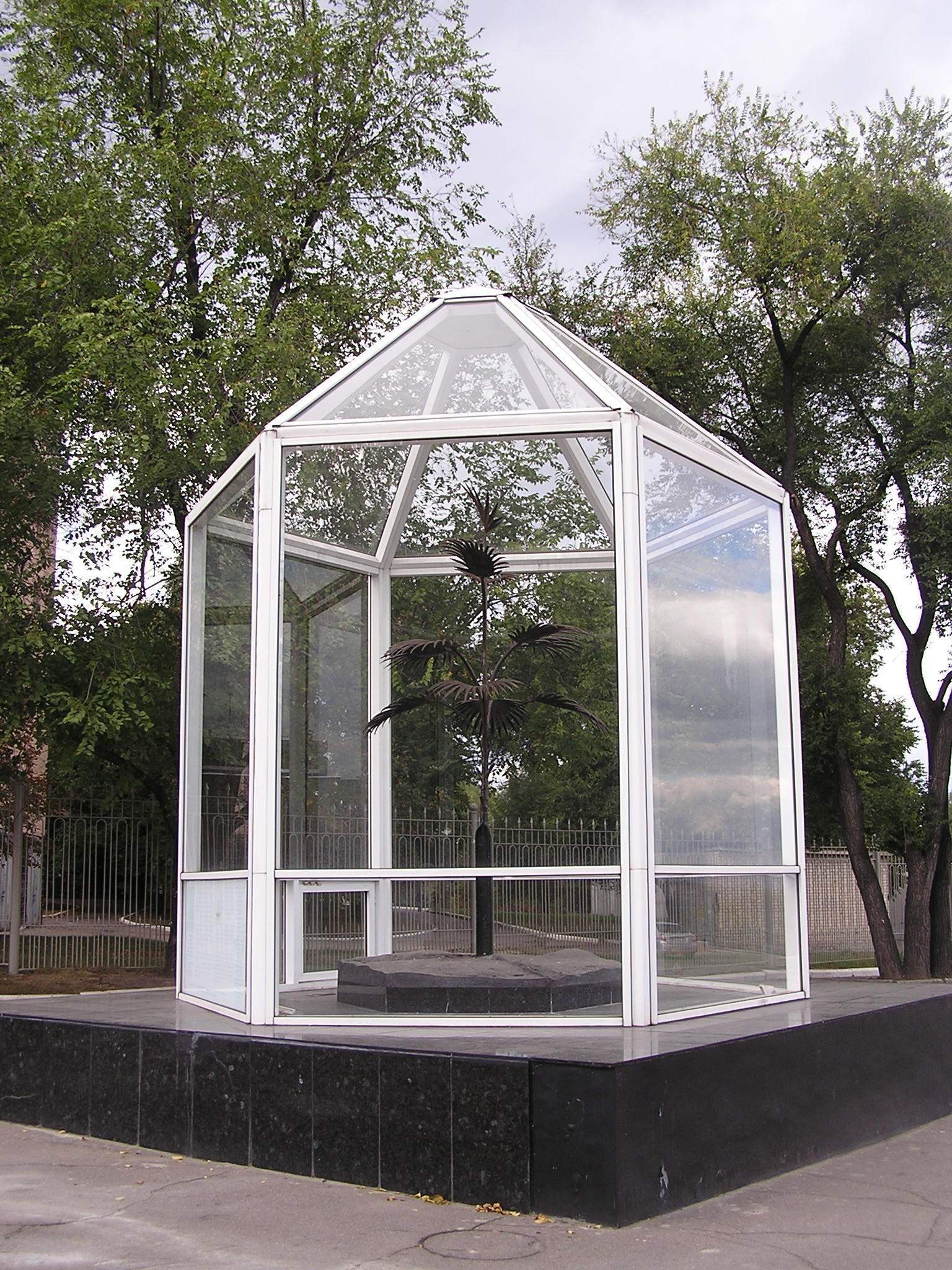
Копия пальмы Мерцалова в Донецке у «Экспо-Донбасса», установленная во время I фестиваля

Дата: 10-12 сентября 1999 года, Донецк.
Место: выставочный центр Эксподонбасс
Программа:
- Открытие памятника «Пальма Мерцалова»;
- Проведение детского спортивного праздника, старт программы «Здоровое поколение Донбасса»;
- Спектакль Русского государственного театра кукол им. С. Образцова;
- Концерт для ветеранов войны и труда в парке Ленинского комсомола;
- Проведение финала Международного конкурса молодых исполнителей популярной песни;
- Гала-концерт с участием звёзд украинской эстрады и зарубежных исполнителей;
- Фестиваль воздушных шаров.

А также были проведены деловые приёмы, разнообразные конкурсы и т. д.

### II Международный фестиваль «Золотой Скиф»
Дата: 28 мая 2000, Донецк.
Место: Донецкий национальный академический театр оперы и балета имени А. Б. Соловьяненко
Программа:
- Презентация издания-фотоальбома «Донбасс православный»;
- Конкурс рисунков на асфальте (раздел программы «Одарённые дети»);
- Спектакль Московского театра им. В. Маяковского;
- Деловой приём.

Предложено:
- Проводить Международный вокальный конкурс «Соловьиная ярмарка» им. А. Б. Соловьяненко;
- Установить памятник «А. Б. Соловьяненко»[2];
- Открыть в Донецке Всеукраинский Музей истории промышленности (одним из шагов по поводу основания музея промышленности Украины стало установление перед «Эксподонбасс» первого отечественного тепловоза «Кукушка», который был украден и сдан в металлолом в начале февраля 2004 года[3]);
- Реализовать проект «Здоровое поколение Донбасса».

### III Международный фестиваль «Золотой Скиф»
Дата: 2001 год, Донецк
Программа:

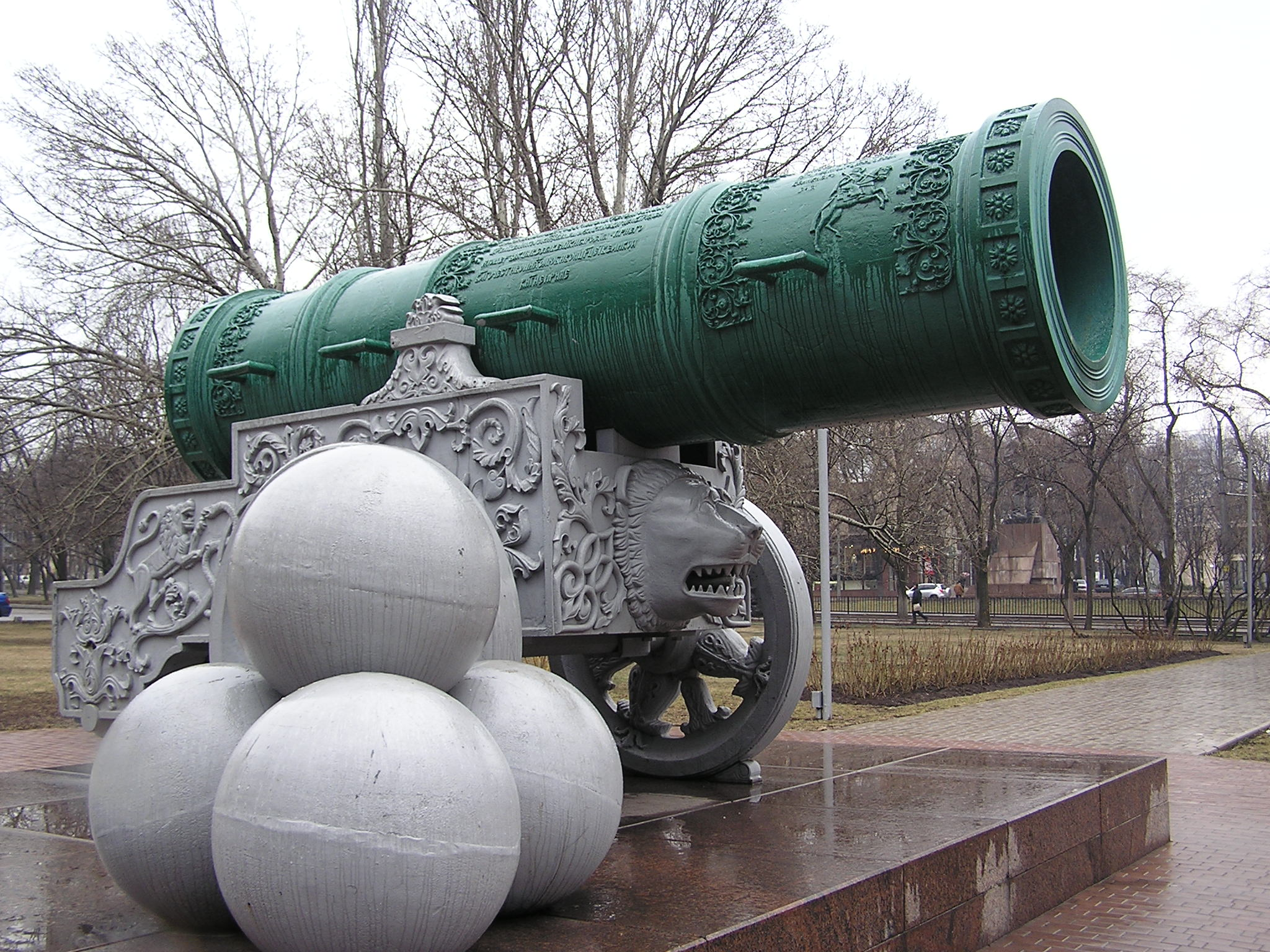
Копия «царь-пушки», установленная во время III фестиваля

- Установка памятника «Царь-пушка» (подарок Донецку от Москвы);
- Установка скульптуры Архангела Михаила (подарок Донецку от Киева);
- Проведение IV этапа международных соревнований по воздухоплаванию — «Воздушное братство 2001»;
- Представление проекта памятника Джону Юзу — основателю Донецка;
- Представление проектов памятника Анатолию Соловьяненко[2];
- Соревнования по игре «Что? Где? Когда?» (Открытый Кубок СНГ по игре «Что? Где? Когда?», 24 лучших команды из 8 стран)[4].
- Донецкая дирекция УГППС «Укрпочта», совместно с организаторами фестиваля проводили акцию «Баллонная почта», в рамках которой почтовая корреспонденция доставлялось аэростатом в Донецке и Святогорске. Кроме художественного конверта и специальных гашений, изготовленных для этой акции, использовались также бортовые штемпели с номером аэростата и памятный специальный штемпель с номером полёта, который ставился на лицевой стороне конверта, а также наклейка «Баллонная почта». Почтовая корреспонденция каждого полёта, кроме стандартных почтовых реквизитов, дополнительно имела отдельную нумерацию[5]. Надписи бортовых штемпелей выполнены люминесцентной краской и не имеют аналогов в мире[6].

Также были проведены различные конкурсы.

### IV Международный фестиваль «Золотой Скиф»
Дата: 2002 год, Донецк.

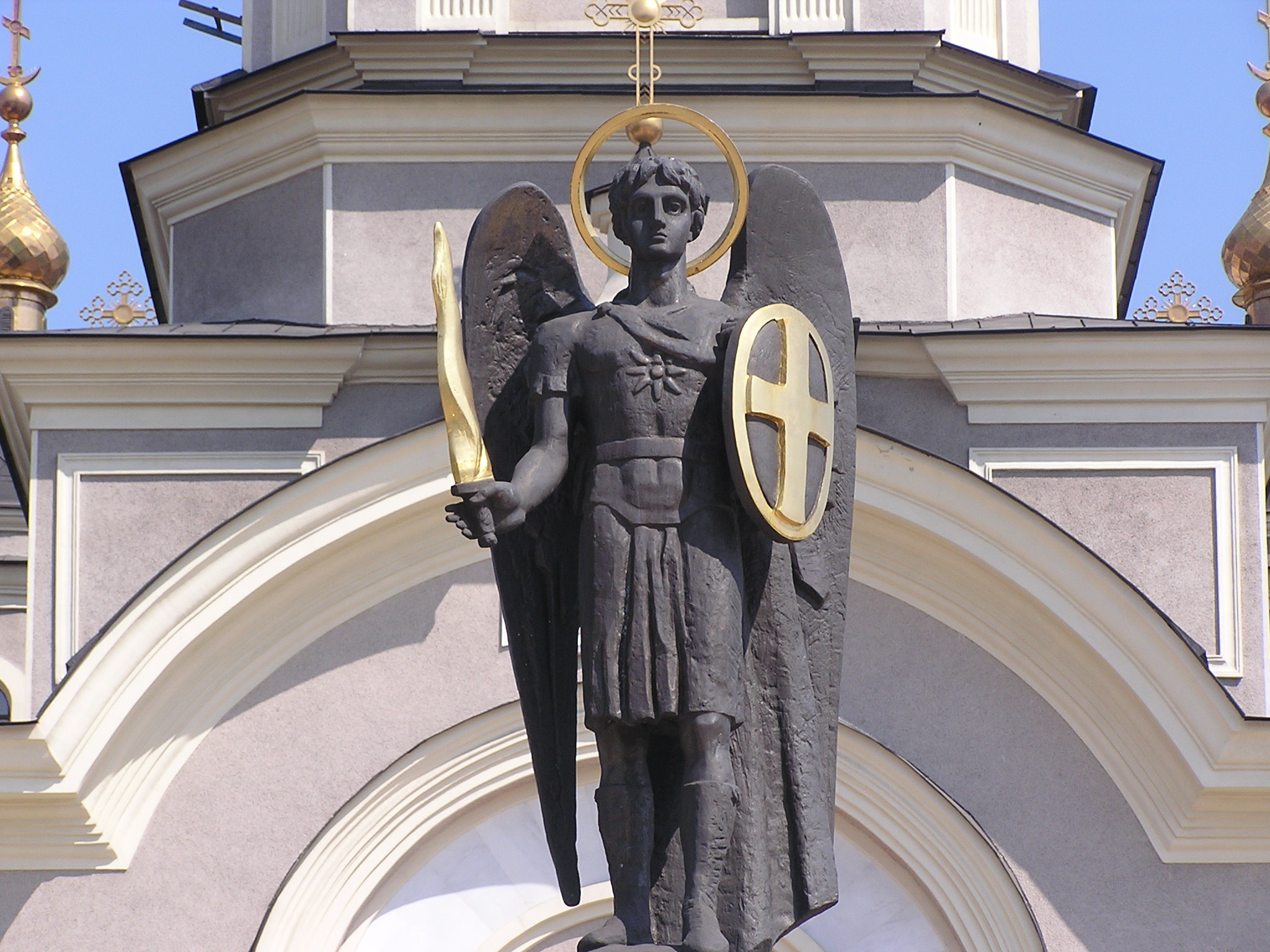
Статуя архистратига Михаила, установленная во время IV фестиваля

Место: Донецкий национальный академический театр оперы и балета имени А. Б. Соловьяненко
Программа:
- Презентация нового образа Донбасса;
- Проведение акции «Донбасс на высочайших точках планеты Земля»;
- Международный конкурс «Соловьиная ярмарка» им. А. Б. Соловьяненко;
- Конкурс молодых исполнителей;
- Детский день с конкурсом рисунка на асфальте;
- Фестиваль воздухоплавания «Воздушное братство»;
- Проведение делового приёма, были приглашены Президент Украины Леонид Кучма и глава Администрации Президента Виктор Медведчук и иные почётные гости;
- Вручение наград за достижения в экономической и гуманитарной областях;
- Представление памятного знака «Пальма Мерцалова»;
- Открытие памятника А. Соловьяненко[2];
- Открытие статуи Архистратига Михаила с огненным мечом в деснице у Свято-Преображенского кафедрального собора т. п.

### V Международный фестиваль «Золотой Скиф»
V Международный фестиваль намечался на 30 августа по 7 сентября 2003 года, но по ряду причин (в частности, экономической — подарок Москвы, копию Царь-пушки, хотели продать за долги) и скандалов (в том числе связанных с правами на бренды, такие, как «Пальма Мерцалова») не состоялся.